# Рейг, Освальдо Альфредо
Осва́льдо Альфре́до Рейг (исп. Osvaldo Alfredo Reig, 1929—1992) — аргентинский зоолог, палеонтолог, эволюционист, териолог.

## Биография
Родился 14 августа 1929 года в Буэнос-Айресе. С юных лет зачитывался трудами Дарвина и Амегино, что пробудило в нём интерес к изучению ископаемых организмов.  Когда ему было 16 лет в журнале «Notas del Museo de la Plata» была опубликована его первая научная работа. Проучившись два года на факультете естественных наук Национального университета Ла-Платы, в 1952 году был вынужден его оставить. До 1958 года работал в Аргентинском музее естественных наук. В 1961 году был назначен профессором на факультет естественных и точных наук в Университете Буэнос-Айреса, в котором работал до 1966 года. Затем переехал в Венесуэлу, где прожил почти 15 лет, посвятив себя академической деятельности в Центральном университете Венесуэлы, Андском университете в Мериде и в Университете им. Симона Боливара в Каракасе.
В 1973 году в Лондонском университете Рейг получил степень доктора философии по зоологии и палеонтологии. После этого он отправился в Чили, где организовал Институт экологии и эволюции при Южном университете (Вальдивия). В том же году вернулся в Буэнос-Айрес, где он вновь занял профессорскую должность в университете. Однако в 1974 был уволен и отправился в изгнание в Венесуэлу. Смог вернуться на родину лишь спустя почти десятилетие в 1983 году и был назначен исследователем в Национальный совет научных и технических изысканий (исп. El Consejo Nacional de Investigaciones Científicas y Técnicas (CONICET)).
В 1986 году был избран иностранным членом Академии наук США, почетным членом териологической секции Академии наук СССР и членом Академии наук стран Третьего мира. В 1988 получил степень почётного доктора от автономного университета Барселоны, а в 1991 году аналогичную от Университета Буэнос-Айреса.
В 1983 году принял активное участие в основании Аргентинского общества маммалогов и был избран первым его президентом.
Умер 13 марта 1992 года в Буэнос-Айресе

## Научная деятельность
В 1950-е годы Рейг занимался изучением бесхвостых амфибий и ископаемых сумчатых. В этот период им было описано несколько новых видов животных.
В 1958 году его пригласили присоединиться к группе исследователей в Институте имени Мигеля Лильо в Тукумане. В 1963 году он описал примитивного динозавра из позднетриасовых отложений Ишигуаласто, которому дал название герреразавр. Работы Рейга быстро получили признание коллег, в том числе за рубежом.
Работая с 1961 по 1966 год в Университете Буэнос-Айреса, он организовал лабораторию эволюционной биологии позвоночных, переключившись на изучение кариологии и биохимической генетики современных млекопитающих.
В 1966 учёный получил свой первый грант от Фонда Гарри Франка Гуггенхайма для работы в Музее сравнительной зоологии при Гарвардском университете.
На протяжении многих лет работы в Венесуэле его научный интерес был сфокусирован на изучении цитогенетики и видообразовании рода Proechimys.
В 1971 Рейг вновь выиграл грант Фонда Гарри Франка Гуггенхайма для работы в Британском музее и в Университетском колледже Лондона.
Вернувшись в 1983 году в Аргентину, он основал исследовательскую группу по эволюционной биологии в Университете Буэнос-Айреса, и сконцентрировался на проблеме видообразования грызунов из семейства хомяковых и парвотряда Caviomorpha.